# Quinta de Cantim

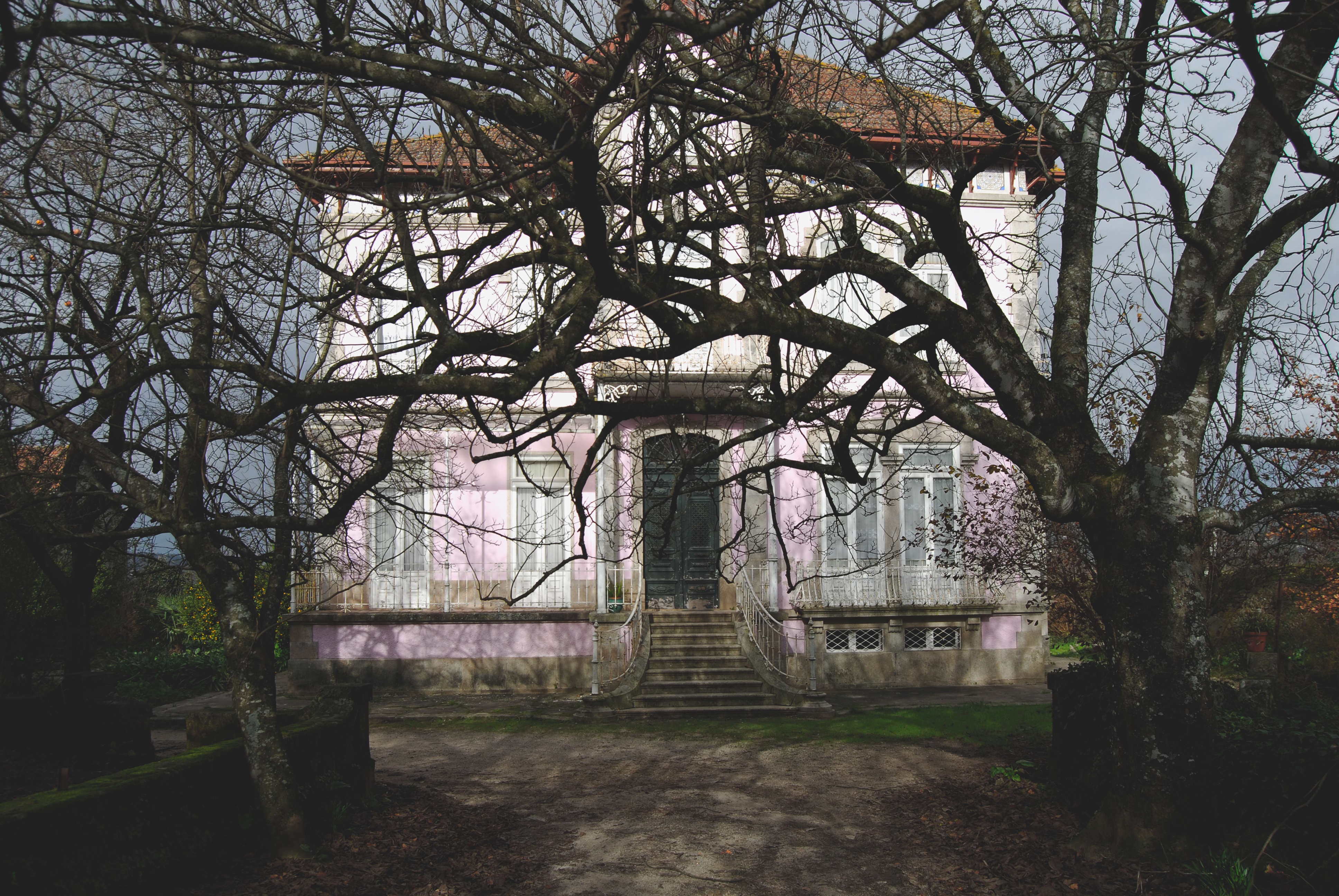
Alçado Sudeste

A Quinta de Cantim é uma quinta localizada na freguesia de Reguenga, Município de Santo Tirso, em Portugal.
O desenho ecléctico deste palacete é atribuído ao arquitecto José Marques da Silva. Este é um edifício nobre, antiga morada do Visconde de Cantim é classificado como imóvel de interesse público desde 1990. A porta de entrada é coroada pelo brasão da família, bem como o hall principal da casa, com o brasão de armas Carneiro.

## Descrição
A actual Quinta de Cantim, foi edificada como quinta de Recreio do Visconde de Cantim nos finais do século XIX.
A Quinta é composta pela união respectiva dos casais, da casa de Cantim com o casa do Outeiro. O Outeiro perdeu-se da toponimica da terra, mas o lugar da Quinta de Cantim permanece um Outeiro. A casa do Outeiro conhce-se como fundador Duarte Carneiro Rangel.
Nesta período a lógica da propriedade se inverte na chegada à casa para a nova estrada, para a chegada do carro, construída pelo Visconde de Cantim, pela Viscondessa do Bom Sucesso e pela Srª Dona Maria Amélia da Glória Francisca Ruas. Dessa forma é construído um muro de azulejos neo-mouriscos, um portão com um escudo de armas, em ferro forjado, e uma alameda de magnolias até ao palacete.
O corpo mais antigo cria um U a nascente, entre o corpo da casa, cavaleiriças e eira, o pátio em si deve datar do redesenhar da casa, porque a eira tem reminiscenias de ter sido uma casa, por ter janelas, e pela escala destas. Entretanto o terreiro que se cria é um rectângulo áureo. A lógica de divisão dos diversos jardins foi feita por pequenos muros e percursos debaixo de ramada, poi toda a propriedade murada, contem uma ramada a volta, e pontuada nas esquinas por mirantes. O Palacete foi edificado no ano de 1902, criando um plateau de jardins em cima, com um terraço sobranceiro aos jardins de buxo e laranjal.